# Анет Бріце
Анет Бріце (латис. Anete Brice; *13 листопада 1991, Рига) — латвійська лижниця та біатлоністка, учасниця Олімпійських ігор 2010 як лижниця, учасниця чемпіонату світу з біатлону 2011, дочка відомого латвійського біатлоніста Ілмарса Бріціса.

## Виступи на Чемпіонатах світу
| Рік  | Міце проведення | Інд | Спр | Пр | МС | Ест | ЗМ |
| 2011 | Ханти-Мансійськ | 92  | 101 |    |    |     |    |

## Кар'єра в Кубку світу
- Дебют в кубку світу — 5 березня 2011 року в спринті в Ханти-Мансійську (в рамках чемпіонату світу) — 101 місце.

## Статистика стрільби
| № п/п | Сезон     | Загальна      | Індивідуальна гонка | Спринт       | Гонка переслідування | Мас-старт  | Естафета   |
| ----- | --------- | ------------- | ------------------- | ------------ | -------------------- | ---------- | ---------- |
| 1     | 2010-2011 | 50,0% (15/30) | 50,0% (10/20)       | 50,0% (5/10) | 0,0% (0/0)           | 0,0% (0/0) | 0,0% (0/0) |

## Статистика
У таблиці наведено статистику виступів біатлоніста в Кубку світу.
- Місця 1–3: кількість подіумів
- Чільна 10: кількість фінішів у першій десятці
- В очках: кількість виступів, на яких біатлоніст здобував очки
- Старти: кількість стартів
- Естафета: включно зі змішаною

| Місця                              | Індивід. | Спринт | Персьют | Мас-старт | Естафета | Разом |
| ---------------------------------- | -------- | ------ | ------- | --------- | -------- | ----- |
| 1                                  |          |        |         |           |          |       |
| 2                                  |          |        |         |           |          |       |
| 3                                  |          |        |         |           |          |       |
| Чільна 10                          |          |        |         |           |          |       |
| В очках                            |          |        |         |           |          |       |
| Стартів                            | 1        | 1      |         |           |          | 2     |
| Станом на: кінець сезону 2010/2011 |          |        |         |           |          |       |

## Виноски
1. ↑  http://www.sports-reference.com/olympics/friv/birthdays.cgi?month=11&day=13
2. ↑  В дужках наведена кількість влучних пострілів та загальна кількість пострілів. В статистиці стрільби рахуються постріли, які здійснив біатлоніст на етапах кубка світу та чемпіонаті світу